# Альберто Лонгоні
Альберто Лонгоні (італ. Alberto Longoni, нар. 4 січня 1937, Джуссано) — італійський актор і танцюрист. Відомий під псевдонімом Jack La Cayenne.

## Біографія
Танцюрист і шоумен Альберто Лонгоні, на початку своєї кар'єри виступав разом з Адріано Челентано, під псевдонімом з «Торквато пружинистий» (іт. «Torquato Molleggiato»). Челентано, натхненний танцями Лонгоні, запозичив у нього манеру рухатися на сцені. Лонгоні став відомим в Італії після участі на телепрограмі-вар'єте «Primo applauso» («Перші оплески»).
У 1950-ті і 1960-ті Лонгоні роки виступав у різних країнах. Разом зі своєю дружиною Ванною Ровеллі брав участь у відомій американській передачі «Шоу Еда Саллівана».
1978 році після участі на телепередачі «Non stop» («Не зупиняйся») отримав нову хвилю популярності.
Протягом 1980-х років Лонгоні виступав на телеканалах RAI, в тому числі у передачі «Gran Canal» («Великий канал») Коррадо Мантоні.
У червні 2016 року був ведучим телепрограми «Techetechetè».

## Фільмографія

### Кіно
- La morte risale a ieri sera, 1970
- Юппі-Ду, 1975
- Під яким ти знаком?, 1975
- Vai col liscio, 1976
- Squadra antiscippo, 1976
- Maldoror, 1977
- Charleston, 1977
- Tutti a squola, 1979
- Belli e brutti ridono tutti, 1979
- Cuando calienta el sol... vamos alla plaia, 1983

### Телебачення
- Non stop, режисер Енцо Трапані (1977)
- Il ribaltone, режисер Антонелло Фалькуї (1978)
- Gran Canal, режисер Луїджі Туролла (1981)
- Дон Маттео, режисер Джуліо Базе телесеріал, 5x11 (2004)